# Myriocladus distantiflorus
Myriocladus distantiflorus är en gräsart som beskrevs av Jason Richard Swallen. Myriocladus distantiflorus ingår i släktet Myriocladus och familjen gräs. Inga underarter finns listade i Catalogue of Life.